# Дзвенигород
Дзвени́горо́д (укр. Дзвенигород) — село в Мельнице-Подольской поселковой общине Чортковского района Тернопольской области Украины.
До 2020 года входило в Борщёвский район.
Код КОАТУУ — 6120888302. Население по переписи 2001 года составляло 269 человек.

## Географическое положение
Село Дзвенигород находится на левом берегу реки Днестр в месте впадения в неё реки Дзвина,
выше по течению на расстоянии в 1,5 км расположено село Днестровое,
ниже по течению на расстоянии в 3 км расположено село Трубчин,
на противоположном берегу — село Рашков.
Выше по течению реки Дзвина примыкает село Латковцы.

## История
- 1126 год — первое упоминание о селе.

## Объекты социальной сферы
- Школа I—II ст.